# La Esperanza, Tarimoro
La Esperanza är en ort i Mexiko.   Den ligger i kommunen Tarimoro och delstaten Guanajuato, i den centrala delen av landet, 190 km nordväst om huvudstaden Mexico City. La Esperanza ligger 1 945 meter över havet och antalet invånare är 616.
Terrängen runt La Esperanza är huvudsakligen kuperad, men åt nordväst är den platt. Runt La Esperanza är det ganska tätbefolkat, med 144 invånare per kvadratkilometer. Närmaste större samhälle är Tarimoro, 8,3 km norr om La Esperanza. Trakten runt La Esperanza består till största delen av jordbruksmark.